# 걸즈 & 판처
《걸즈 & 판처》(독일어: GIRLS und PANZER 걸즈 운트 판처[*], ガールズ&パンツァー 가아루즈안도판츠아[*], Girls and Tanks) 또는 대중적으로 《걸판》은 2012년 10월부터 2013년 3월까지 일본에서 방영된 TV 애니메이션이다. 방송에 앞서 코믹 플래퍼 2012년 7월호, 월간 코믹 얼라이브 2012년 8월호부터 만화로 연재되고 있다. 극장판은 "GIRLS und PANZER der FILM"이라는 이름으로 2015년 11월 21일 일본에서 개봉했다.

## 개요
전차를 사용한 무도인 전차도(戦車道)가 화도나 다도와 같은 일본 여성의 소양으로 되어 있는 세계를 그린 이야기로, 병기인 전차를 미소녀들이 운용한다고 하는, 밀리터리와 모에 요소를 겸비하는 작품. Circle K Sunkus 와, 오아라이정의 점포나 숙박시설, 교통기관, 동사무소나 상공회등이 제작에 협력하고 있어서, 거리수준이나 각종 시설, 교통기관이 매우 충실히 재현되어 있다.
전차는 주로 제2차 세계대전 시기에 사용된 차량으로, 4호 전차, 마틸다 II, M3 Lee, 89식 중전차 등 각국의 전차가 등장하며, 각종 차량, 선박, 항공기 등의 특징은 매우 정밀하게 재현되어 있다. 통신은 후두 마이크를 사용하고 있으며, 포탑의 선회음을 포함한 각종 동작음이나 전차의 거동, 철제 현수교를 통과할 때 무게로 인해 다리가 휘어져 철이 벗겨져 떨어진다거나, 피탄의 열로 생긴 아지랭이까지 그려지는 등 리얼리티를 중시하는 연출을 보여주고 있으나, 안전 장비인 헬멧이나 난연(難燃) 장비를 장착하지 않고, 전차를 전혀 경험해보지 못한 여학생들이 조종 방법을 배우지 않은 상태면서도 변속시의 각종 조작이나 포탄의 장전 작업등을 무리없이 수행하는 등 시간의 제약 상 생략된 부분도 있다.
등장하는 소속들은 각자 실제 제2차 세계대전 교전국들을 본따왔으나 소속원들은 모두 일본인이다.

## 스토리
오아라이 여학원에 다니는 여고생 니시즈미 미호는 과거의 트라우마 때문에 전차도가 존재하지 않는 오아라이 여자 학원으로 전학을 왔으나, 얌전하고 소극적인 성격 때문에 친구가 없는 외로운 나날을 보내고 있었다. 그러던 어느 날, 미호에게 흥미를 갖고 있던 클래스 메이트 타케베 사오리와 이스즈 하나가 말을 걸어 줘서, 모두 점심을 같이 먹고 친구가 되었다.
한편, 몇년 후에 전차도의 세계 대회를 일본에서 개최하는 것이 결정되어, 문부과학성으로부터 전국의 고등학교나 대학에 전차도에 힘을 쓰도록 요청이 있었으며, 이에 학생회에서는 필수 선택 과목에 전차도를 부활시키는 것을 계획하게 된다. 필수 선택 과목은 전차도 외에, 다도, 화도, 서예, 궁도 등 10과목이 있는데, 학생회에서는 전차도 성적 우수자에게 특전을 약속하는 등 특별히 힘을 쓰는 한편, 니시즈미 류 전차도의 후계자인 미호에게 전차도를 선택하도록 강요하게 된다. 과거의 트라우마를 이유로 전차도를 거부하는 미호는 한번에 거절했으나, 필사적으로 자신을 감싸주는 사오리와 하나를 보며 다시 전차에 탈 결심을 하게 된다. 그 후, 미호를 동경하는 아키야마 유카리와, 등교 중에 우연히 알게 된 레이제이 마코가 동료가 된다.
전차도가 폐지된지 상당히 오래 되었기 때문에, 교관의 도착을 2일 앞두고 격납고에 있는 것은 전혀 정비되지 않은 상태의 4호 전차 1대 뿐이었다. 어딘가에 있다고 하는 다른 전차는 행방불명으로, 학생들은 기록에도 남지 않은 전차를 찾기 위해 수색에 나서고 예전에 썼던 전차를 하나하나 발견해 나간다. 전차는 들판에 방치되어 있거나 연못에 가라앉아 있는 등 상당히 나쁜 상태였으나, 자동차부가 회수하여 1일 전 간신히 전원이 승차 가능한 5대의 전차가 갖추어진다. 세차와 청소는 학생들, 정비는 야간에 자동차부가 실시하여 다음날까지 전차를 가동 가능한 상태로 복구시켰다. 미호를 제외한 전원이 전차도 미경험자인 상태에서 실전 연습과 친선 시합을 거치고, 오아라이 여학원은 공식전인 전국 고교 선수권에 나서게 된다. 언니와의 재회, 승리를 고집하는 학생회. 여러 가지 기대가 교차하는 중 공식전의 막이 오른다.

## 등장 인물

### 현립 오아라이 여학원

#### 아귀 팀
주인공과 동료들의 팀. 4호 전차에 탑승한다.
니시즈미 미호(西住 みほ)
이 작품의 주인공이자 오아라이 전차도팀의 대장이자, 아귀팀이 탑승하는 4호 전차의 전차장. 유서깊은 전차도 명문 니시즈미류의 차녀로 태어나서 어릴적부터 전차도를 배웠다. 원래는 언니인 니시즈미 마호와 함께 전차도의 최고 명문으로 불리는 쿠로모리미네 여학원에서 부대장을 맡고 있었지만 1년 전 제62회 전국 전차도 대회 당시 강물에 빠진 3호 전차의 동료를 구하려다 자신히 탑승하던 플래그 전차의 지휘를 소홀히 하는 바람에 패배를 당하는 불운을 겪었다. 본인은 선의에 의해 행동했으나, 전차도 정신을 고집하는 어머니 니시즈미 시호에게 호된 질책을 받은 것이 트라우마가 되어 전차도를 싫어하게 된다. 이후 20년전에 전차도가 폐지된 오아라이 여학원으로 도망치듯이 홀로 전학을 온다. 그러나 오아라이 여학원 학생회의 주도아래 전차도가 부활하게 되었고, 학생들중 유일하게 전차도 경험이 있는 미호를 섭외하려는 움직임 때문에 심적으로 괴로워 한다. 그러나 새로 사귄 친구인 하나와 사오리의 도움으로 용기를 얻고 오아라이 여학원을 제63회 전국 전차도 대회에서 우승시키려는 꿈을 갖는다.
아키야마 유카리(秋山 優花里)
아귀팀에서 장전수를 맡고 있다. 밀리터리 & 전쟁관련 지식에 아주 해박한 소녀로, 미호를 동경하고 있다. 작중 전차도 강호팀들과의 대결에서 여러 가지 활약을 펼치며 대활하며, 이후의 OVA 등에서도 관련 설정등을 설명하는 역할을 맡고 있다.
이스즈 하나(五十鈴 華)
아귀팀에서 포수를 맡고 있다. 본래 집안에서 대대로 화도(꽃꽃이)를 배우며 자랐기에 예의가 바르고 후각이 예민하다. 화도와는 달리 역동적인 면이 강조되는 전차도를 통하여 자신을 단련하자는 취지에서 전차도를 시작한다. 처음엔 통신수를 맡았으나, 포탄을 조준하고 발사하는 포수족에 흥미를 보이고 포지션을 자원했다. 처음엔 전차도를 반대하는 어머니의 의견을 무시했다가 의절을 당했지만, 끝까지 포기하지 않았다. 준결승 이후, 화도 전시회에 개성과 새로움이 없었던 옛날에 비해 대담하고 힘찬 작품을 완성했다는 평을 들으며 어머니에게 인정받았다.
타케베 사오리(武部 沙織)
아귀팀에서 통신수를 맡고있다.요리에 소질이 있으며 연애상식이 뛰어나다.전차도를 시작한계기도 남자에게 매력을 느끼게 하기위함에서이다.나중에는 아마추어 무선2급도 따게된다.소설판에선 주인공 포지션.
레이제이 마코(冷泉 麻子)
조종수를 맡고 있다. 저혈압으로 아침을 매우싫어하지만,전차도에 참여한 계기가 유급되기 싫어 참여하였다고 한다.

#### 토끼 팀
1학년에서 전차도에 관심있는 사람들의 팀. M3 리 전차에 탑승한다.
사와 아즈사(澤 梓)
전차장을 맡고있다.
우츠기 유키(宇津木 優季)
주포 장전수 및 통신수를 맡고있다.
사카쿠치 카리나(阪口 桂利奈)
조종수를 맡고있다.
마루야마 사키(丸山 紗希)
부포 장전수를 맡고있다. 12화에서 처음 말한다.
야마고 아유미(山郷 あゆみ)
주포 포수를 맡고있다.

오노 아야(大野あや)
부포 포수를 맡고 있다.

#### 오리 팀
배구부를 부활시키고자 하는 전 배구부 인원들의 팀. 89식 중전차 이고 전차에 탑승한다.
이소베 노리코(磯辺 典子)
전차장, 장전수를 맡고있다.
사사키 아케비(佐々木 あけび)
포수를 맡고있다.
카사이 시노부(河西 忍)
조종수를 맡고있다.
콘도 타에코(近藤 妙子)
통신수를 맡고있다.

#### 하마 팀
역사에 관심이 많은 사람들이 모인 팀. 3호 돌격포 전차에 탑승한다.
에르빈(エルヴィン)
전차장, 통신수를 맡고있다.
오료(おりょう)
조종수를 맡고있다.
카이사르(カエサル)
장전수를 맡고있다.
사이몬자(左衛門佐)
포수를 맡고있다.

#### 거북이 팀
학생회 인원들로 구성된 학생회 팀. 38(t) 전차에 탑승한다.이 전차는 차후 헤처 구축전차 로 개조된다.
카도타니 안즈(角谷 杏)
전차장과 통신수를 맡다가 전차장, 포수를 동시에 맡고 있다.
카와시마 모모(河嶋 桃)
포수와 장전수를 맡다가 장전수를 맡고 있다.
코야마 유즈(小山 柚子)
조종수를 맡고 있다.

#### 집오리 팀
선도부 인원들로 구성된 팀. 샤르 B1 Bis 전차에 탑승한다.
소노 미도리코(園 みどり子)
전차장, 장전수, 부포수를 맡고 있다. 마코가 흔히 줄여서 소도코라 부른다.
고토 모요코(後藤 モヨ子)
조종수를 맡고 있다.
콘파루 노조미(金春 希美)
주포 포수, 장전수를 맡고 있다.

#### 레오폰 팀
자동차부 인원들로 이루어진 팀. 포르쉐형 티거에 탑승 한다.
나카지마(ナカジマ)
전차장 겸 통신수를 맡고 있다.
스즈키(スズキ)
장전수를 맡고 있다.
츠치야(ツチヤ)
조종수를 맡고 있다.
호시노(ホシノ)
포수를 맡고 있다.

#### 개미핥기 팀
온라인 전차게임 유저들로 이루어진 팀.3식 중형전차 치누에 탑승한다.
네코냐(ねこにゃー)
전차장 겸 통신수를 맡고 있다.
피요땅(ぴよたん)
조종수를 맡고 있다.
모모가(ももがー)
포수, 장전수를 맡고 있다.

### 세인트 글로리아나 여학원
영국을 모티브로 하였다.
다즐링(Darjeeling)
세인트 글로리아 고교의 전차도 지휘관이며 처칠 전차에 전차장으로 탑승한다.
오렌지 페코(Orange Pekoe)
세인트 글로리아나 소속이며, 처칠 전차에 장전수로 탑승한다.
아삼(Assam)
세인트 글로리아 소속이며, 처칠 전차에 포수로 탑승한다.

### 선더스 대학 부속고교
미국을 모티브로 하였다.
케이(Kay)
선더스 전차도의 지휘관이다. M4A1 셔먼의 전차장이기도 하다.
아리사(Arisa)
역시 같은 소속이지만 부관이다. 같은 전차인 M4A1 셔먼의 전차장이다.
나오미(Naomi)
유일하게 전차장이 아닌 인물이다. 나오미는 셔먼 파이어플라이의 포수이다.

### 안치오 고교
파시스트 이탈리아를 모티브로 하였으며 등장인물들의 이름은 이탈리아의 요리에서 유래되었다.
안초비(Anchovy)
유일하게 등장하는 안치오 고교의 전차도 지휘관이다.

### 프라우다 고교
소련을 모티브로 하였다.
카츄사(Katyusha)
프라우다 전차도의 지휘관, T-34/85의 전차장이다. 땅눈보라의 카츄사라고 불린다. 키가 작다.
논나(Nonna)
프라우다 전차도의 부관이며 IS-2, T-34/85의 포수다. 블리자드의 논나라고 불린다.

### 쿠로모리미네 여학원
엘리트 중심의 전차도 학교이며, 니시즈미 미호의 본가이기도 하다.
니시즈미 마호(西住 まほ)
쿠로모리미네 전차도의 지휘관, 티거 1의 지휘관이다. 또한, 니시즈미 미호의 친언니이기도 하다.
이츠미 에리카(逸見 エリカ)
쿠로모리미네 전차도의 부관이며, 킹타이거의 전차장이다.

## 용어

### 전차도
본작의 세계에서는 전통적인 문화이며 여성의 소양으로써 계승해져 온 것으로, 예절있고 정숙하며 조신한, 늠름한 부녀자를 육성하는 것을 목표로 한 무예다. 세계적으로 넓게 전파되어 있어 전차도를 전문으로 하는 월간지 '전차도'도 있다. 전차 운용 시 최저 인원은 전차장, 포수, 조종수 3명으로, 4명이 운용할 때는 장전수, 5명은 통신수, 인원수가 증가할 때마다 역할이 세분화되어, 각자의 부담을 덜어주는 것과 동시에 포격의 정밀도나 속도 등 종합적인 전투 능력이 향상된다.
시합 형식은 상대 팀의 모든 차량을 행동 불능으로 하면 승리가 되는 '섬멸전'이 있고, 팀의 차량 중 하나를 플래그 전차로 정해서 상대의 플래그 전차를 먼저 행동 불능으로 만드는 측이 승자가 되는 '플래그전'으로 2종류가 있으며, 일본 전차도 연맹에 의해서 지정된다. 공식전인 전국 대회에서는 전력 차이를 조금이라도 줄이기 위해 모든 시합은 '플래그전'으로 치러진다. 공식전 1회전부터 준준결승까지는 참가 차량수가 10대까지 한정되어 있으며, 준결승에서는 15대까지, 결승전에서는 20대까지 참가할 수 있다.
참가 가능한 전차는 1945년 8월 15일까지 설계가 완료되어 시제품이 운용되고 있던 차량과 그것들에 탑재될 예정이었던 부품을 사용한 차량으로 한정된다. 설계 단계의 차량에 관해서는, 부품을 조달하지 못해서 재현에 문제가 있을 경우에는 연맹과 개별 협의를 통해 허가된 범위내에서의 개조가 인정되고 있다. 차량에는 연맹 공인의 판정 장치가 설치되어 유효한 명중탄을 맞거나 캐터필러가 파손되었을 경우 '행동 불능'을 나타내는 백기가 오르게 되어 있다. 탑승자 보호를 위해 승무원실은 연맹 공인의 장갑재로 가리는 것이 의무로 되어 있으며, 포탄은 연맹 공인의 실탄을 사용하는 것이 규정이고 탄두나 장약을 개조하는 것은 인정되지 않는다. 차내는 특수한 카본 코팅이 쓰여서 대체로 안전이 유지되지만, 착탄으로 화재가 발생하기도 해서 절대적으로 안전하지는 않다. 시합 중 행동 불능이 된 차량은 시합 종료 후에 회수반의 트레일러가 운반하고 차량의 보수와 검사가 끝난 뒤 반환된다.
시가지 주행 시에도 캐터필러에는 포장 도로에 영향을 끼치지 않기 위한 고무 패드는 장착되지 않고 있으나, 작중 세계의 길은 딱딱하게 되어있어 전차가 주행해도 문제 없게 만들어져 있다. 시가전에서 건물이 손상을 입을 경우에는 그 건물이 신축 대상이 되며, 비용은 연맹이 부담한다.

### 학원함
본작의 학교는 초등학교를 제외하고 배 위에 있고 상식이다. 옛날에는 땅 위에 있었다. 초등학교가 육지에 있는 건 초등학생은 배를 다룰수 없어서이다.
배위에 학교가 있는 건 '국제화 사회를 위해 넓은 시야를 지닌 인재의 육성과 학생의 자주독립 정신을 키워 고도의 학생자치를 하기 위해 이후의 교육은 해상에서 해야 한다'고 주장한 사람이 사비로 최초의 학교함을 만든뒤 교육의 효과가 양호하고 여러 재해에 강한 이유도 있지만, 세계불황으로 철강과 조선산업이 기울어서 산업을 구하기 위해 교육과 연계해서 계속 만들어졌다. 학원함은 로마 시대부터 있었으며 본작의 학교함은 영국이 처음 만들었다.

## 극장판
- 걸즈 앤 판처 극장판 (2015년)
- 걸즈 앤 판처 최종장 제1화 (2017년)
- 걸즈 앤 판처 제 63회 전차도 전국 고교생 대회 (2018년)
- 걸즈 앤 판처 최종장 제2화 (2019년)
- 걸즈 앤 판처 최종장 제3화 (2021년)